# Attisches Licht

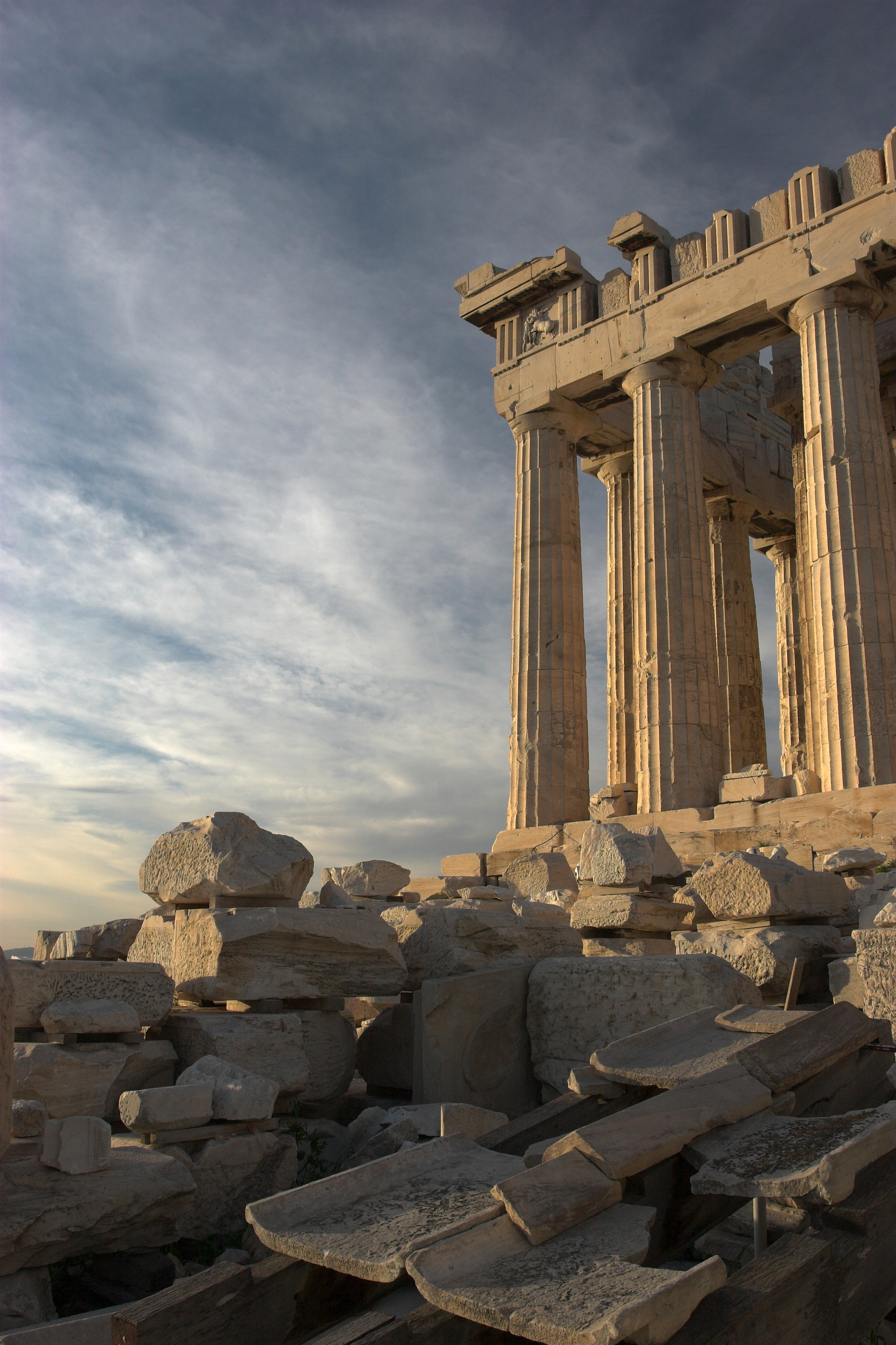
Der Parthenon in der Abenddämmerung

Als attisches Licht werden die Lichtverhältnisse in Athen und Attika bezeichnet, wie sie seit der Antike gepriesen werden und mit der Besonderheit der Stadt in Verbindung gebracht werden. Der antike Schriftsteller Aelius Aristides schrieb, dass man von weitem eine Lichtkrone über der Stadt sehe. Erhart Kästner bezeichnete das Licht als gelbgolden.
Der Begriff bezeichnet einerseits die Lichtverhältnisse, andererseits metaphorisch auch eine bestimmte liberale Haltung. Martin Pollich sagte zu Martin Luther: „Hier in Ostelbien leuchtet kein attisches Licht, doch fern von Rom und in karger Landschaft lässt sich’s freier denken.“